# 第一 ! 摩納哥優先
第一 ! 摩納哥優先（法語：Primo ! Priorité Monaco），简称第一！，是一個摩納哥政黨，由斯蒂芬·瓦莱里於2017年9月創立，并贏得了2018年的大選。